# Ратперга
Ратперга (VIII век) — жена герцога Фриуля Пеммо.
О Ратперге, жене герцога Фриуля Пеммо, известно из «Истории лангобардов» Павла Диакона. По его сообщению, Ратперга была очень невзрачной внешности. Осознавая это, она предлагала мужу отослать её и взять себе в супруги другую женщину, более подходящую для герцога. Однако Пеммо, будучи разумным человеком, отказался это сделать, отмечая, что скромность и добродетель Ратперги привлекают его гораздо больше, нежели телесная красота.
Детьми Ратперги и Пеммо были Ратхис, Айстульф и Ратхайт. По замечанию Павла Диакона, благодаря рождению таких сыновей смирение их матери превратилось в славу.